# Грб Тјуменске области
Грб Тјуменске области је званични симбол једног од субјеката Руске федерације са статусом области — Тјуменске области. Грб је званично усвојен 24. октобра 2008. године.

## Опис грба
Званични хералдички опис грба Тјуменске области гласи:
- На штиту који је хоризонтално подјељен на сребрно, азурно-плаво и зелено поље, у сребрном - три азурне круне посебне врсте (са видљива четири зуба, од којих су два средња са рогићима, а сви крајеви зуба су заокружене), стоје једна поред друге; на друга два поља стоји златни прстен чија је унутрашњост подјељена линијом која раздваја и поља, од чега је горњи дио који лежи на плавом пољу у златној боји са блиставим зракама у облику сунца, а доњи - у азурној боји са црним стубовима;

- Штит је крунисан златном царском круном;

- Штитоноше грба су два црна самура, сваки са златним лицем, грлом и грудима и са тамноцрвеним језиком; у подножју - двије насупротне златне стријеле;

Мото „Сибир ће расти“ уписан је златним словима на азурној траки која је омотана око стријела.
Опис мањег грба Тјуменске области гласи:
- На штиту који је хоризонтално подјељен на сребрно, азурно-плаво и зелено поље, у сребрном - три азурне круне посебне врсте (са видљива четири зуба, од којих су два средња са рогићима, а сви крајеви зуба су заокружене), стоје једна поред друге; на друга два поља стоји златни прстен чија је унутрашњост подјељена линијом која раздваја и поља, од чега је горњи дио који лежи на плавом пољу у златној боји са блиставим зракама у облику сунца, а доњи - у азурној боји са црним стубовима;

- Штит је крунисан златном царском круном;